# 麦迪逊 (明尼苏达州)
麥迪遜（英語：Madison）是一個位於美國明尼蘇達州拉基帕爾縣的都市。根據2010年美國人口普查，該地共人口1551人，而該地的面積約為2.72平方千米。同時該地也是拉基帕爾縣的縣治。

## 地理
麥迪遜的座標為45°00′49″N 96°11′22″W / 45.01361°N 96.18944°W，而該地的平均海拔高度為332米（即1089英尺）。